# HVA Ethiopia
De Handelsvereniging Amsterdam Ethiopia werd begin jaren vijftig opgericht in Ethiopië, nadat de Handelsvereniging Amsterdam (HVA) Indonesië had moeten verlaten toen dat land onafhankelijk was geworden. De HVA Ethiopia groeide vervolgens uit tot veruit de grootste buitenlandse investeerder in Ethiopië, met suikerplantages en fabrieken in Wonji, Sjoa en Metahara. Het bedrijf bood 7000 man in Ethiopië werkgelegenheid. 
In 1951 ging het bedrijf aan de slag, om te beginnen door het moerasgebied langs de Awash-rivier te cultiveren voor de verbouw van suikerriet. In 1954 werd de fabriek in Wonji geopend, acht jaar later in het nabijgelegen Sjoa een tweede en in 1969 opende de derde fabriek in Metahara. In 1975 werd op 12.000 hectare grond 130.000 ton suiker geproduceerd. Geschat wordt dat 30.000 Ethiopische gezinnen voor hun inkomen afhankelijk waren van het bedrijf, en er kwam een ziekenhuis en een sportstadion. 
Na de communistische revolutie in Ethiopië, die begon in 1974, werd het bedrijf genationaliseerd. De fabrieken en de plantages raakten daarna in verval. 
In het boek Suikerbastaard (2020) beschrijft Jaap Scholten de geschiedenis van de plantages en fabrieken, en de rol van Nederlanders en Stork in de eerste decennia.

## Fotogalerij

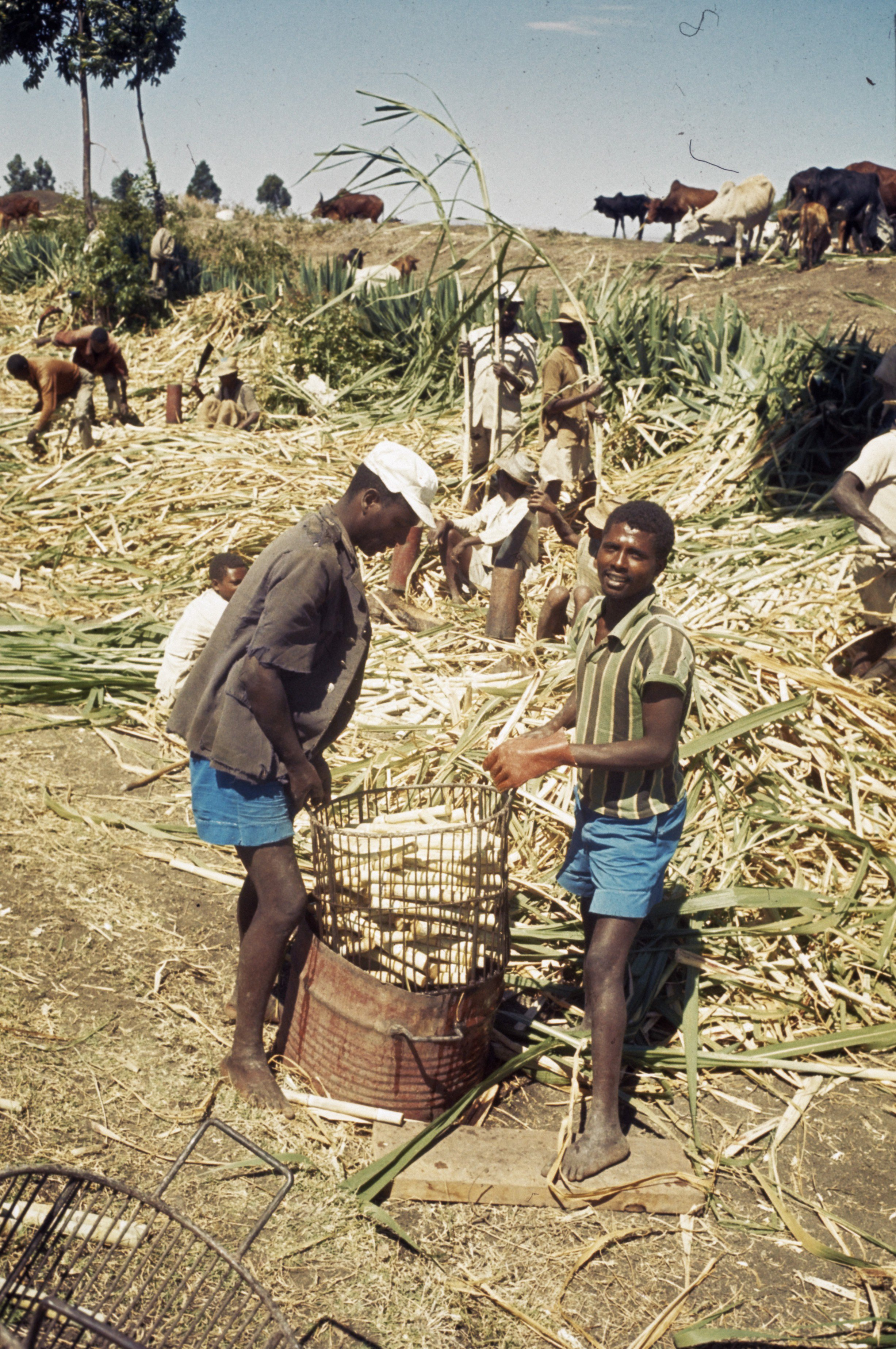
Koninklijk bezoek aan de HVA (1969)
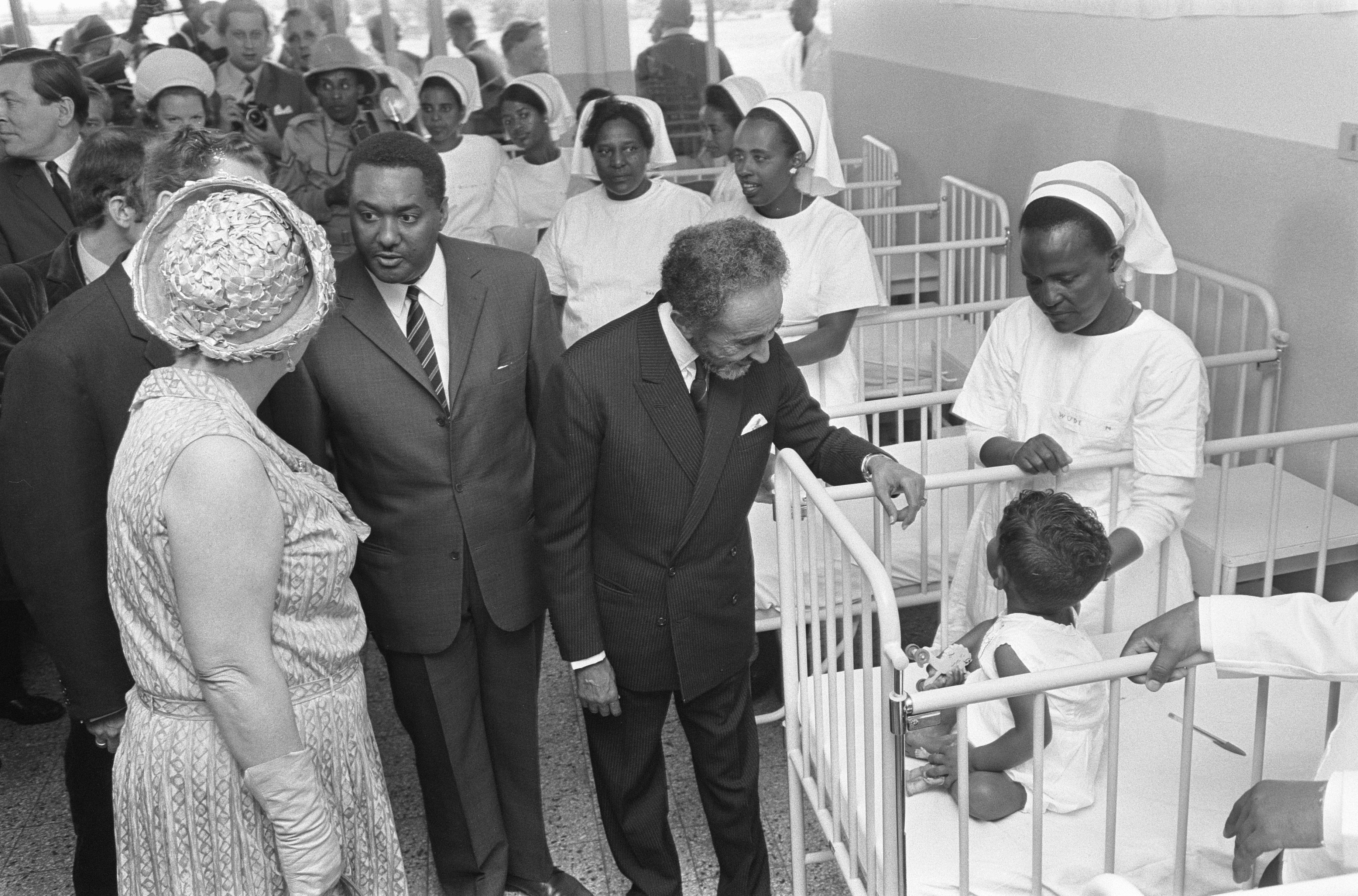
koningin Juliana en keizer Haile Selassie tijdens een bezoek aan het HVA-ziekenhuis (1969)
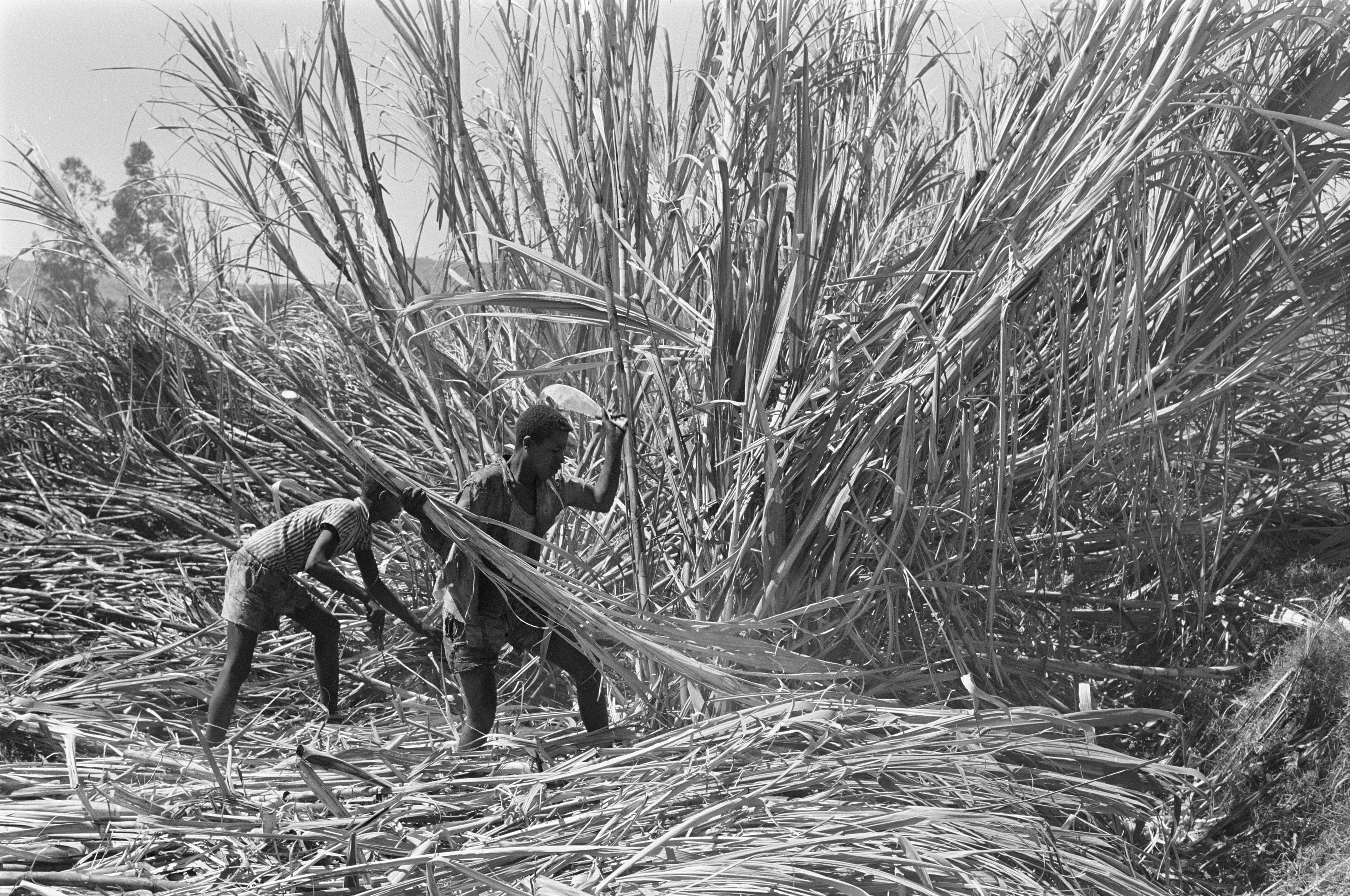
Suikerrietoogst (1969)
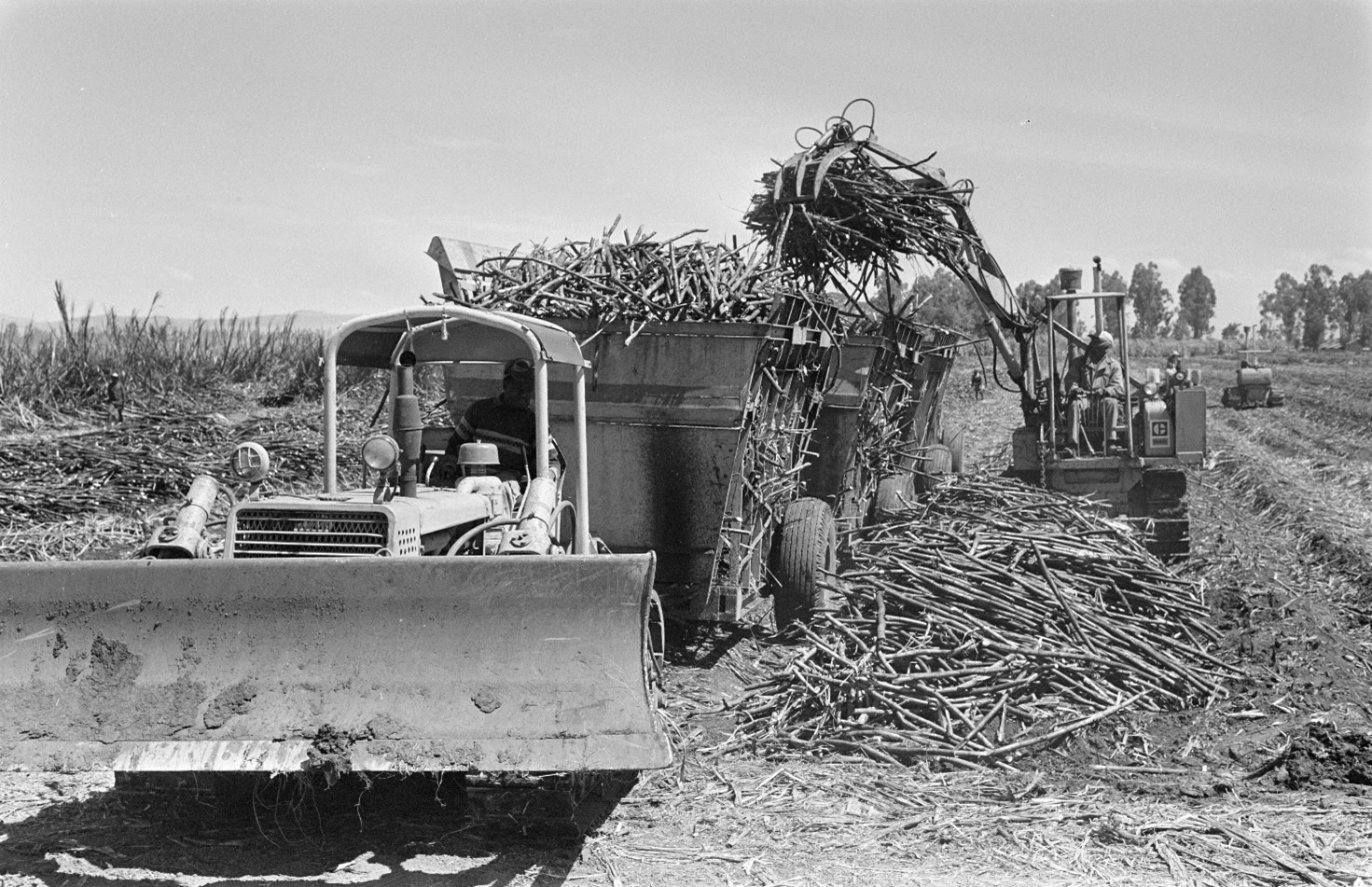
Suikerrietoogst (1969)
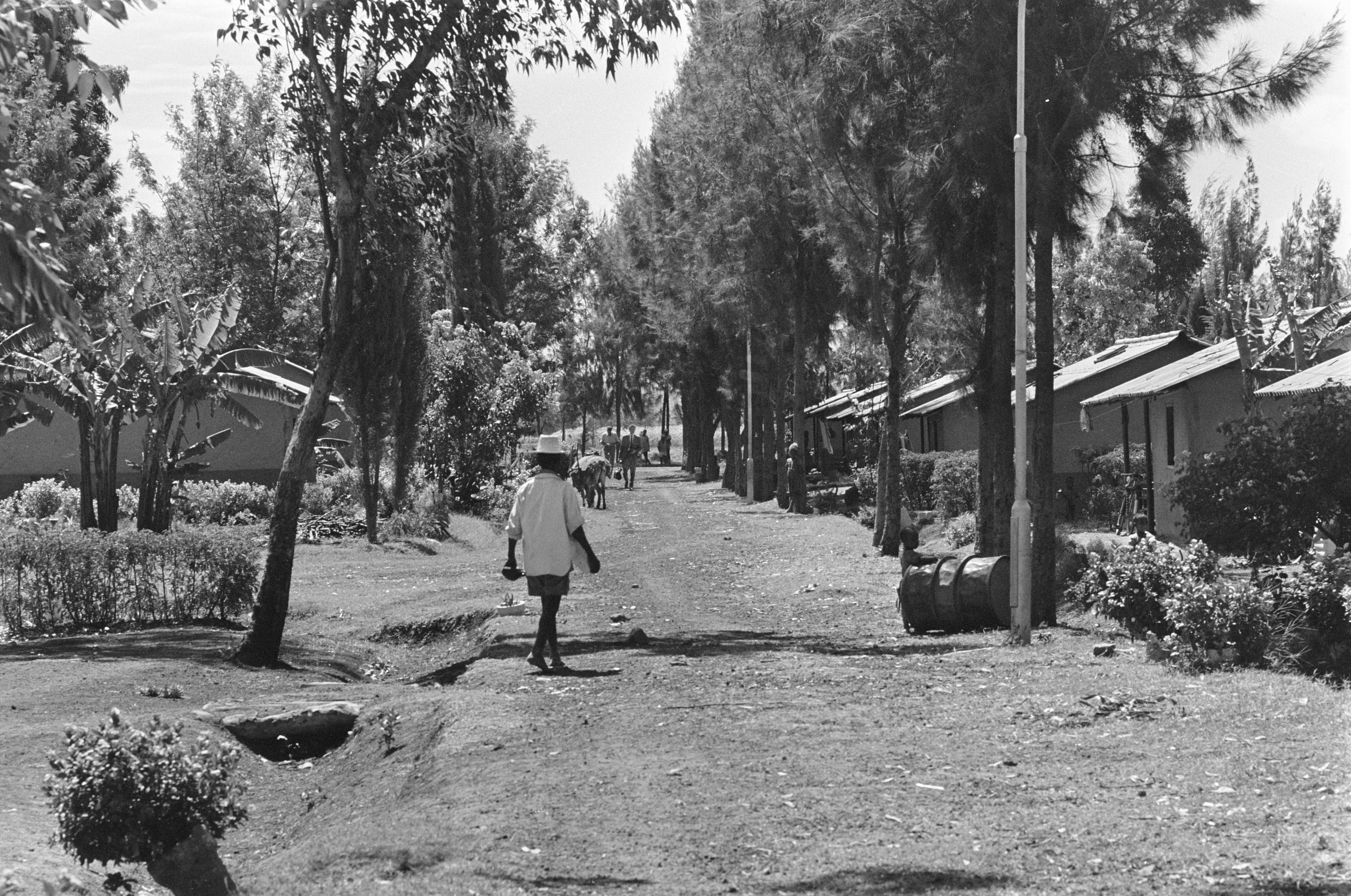
Arbeiderswoningen in Wonji (1969)
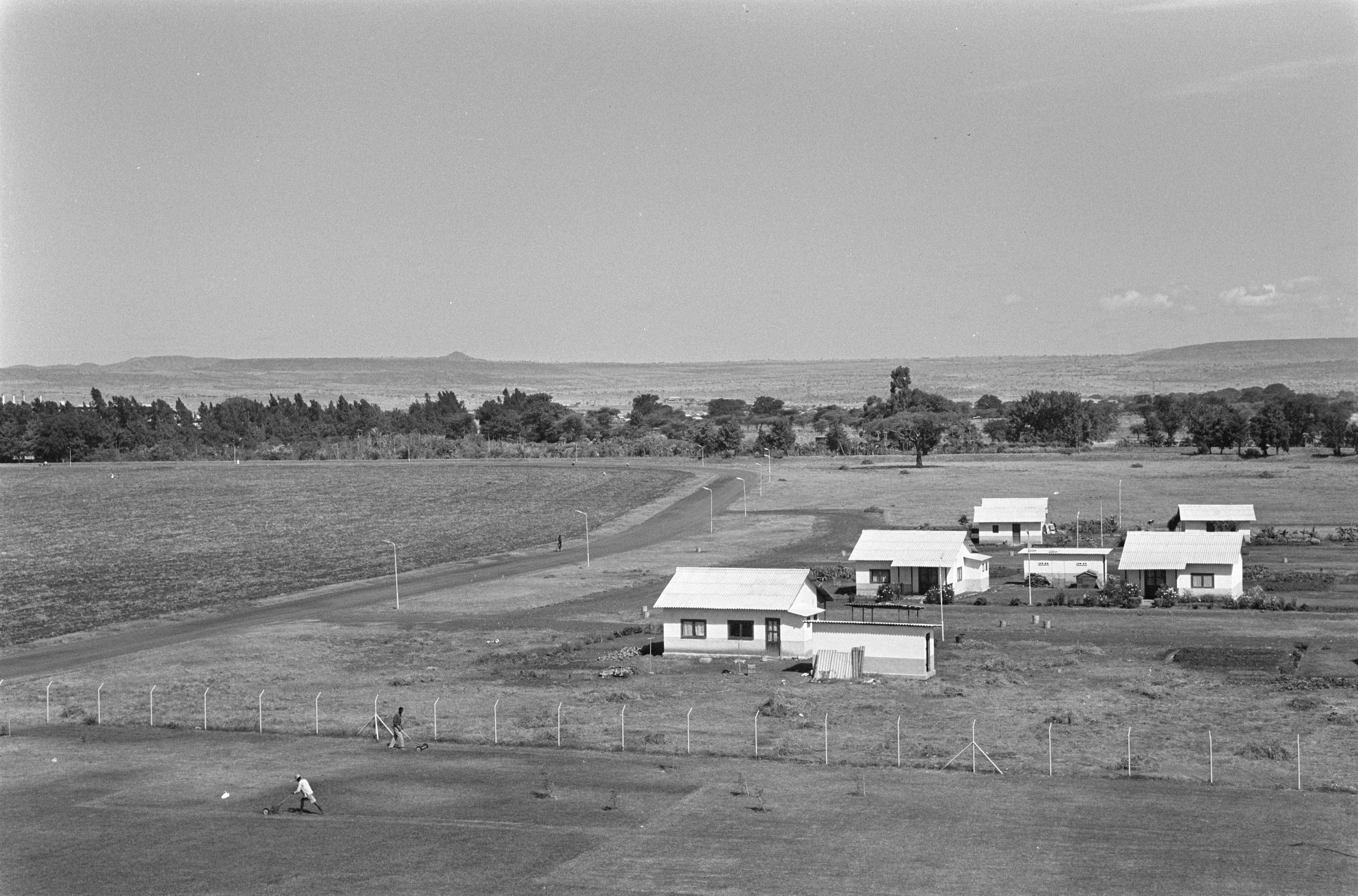
Boerderijen in Wonji (1969)
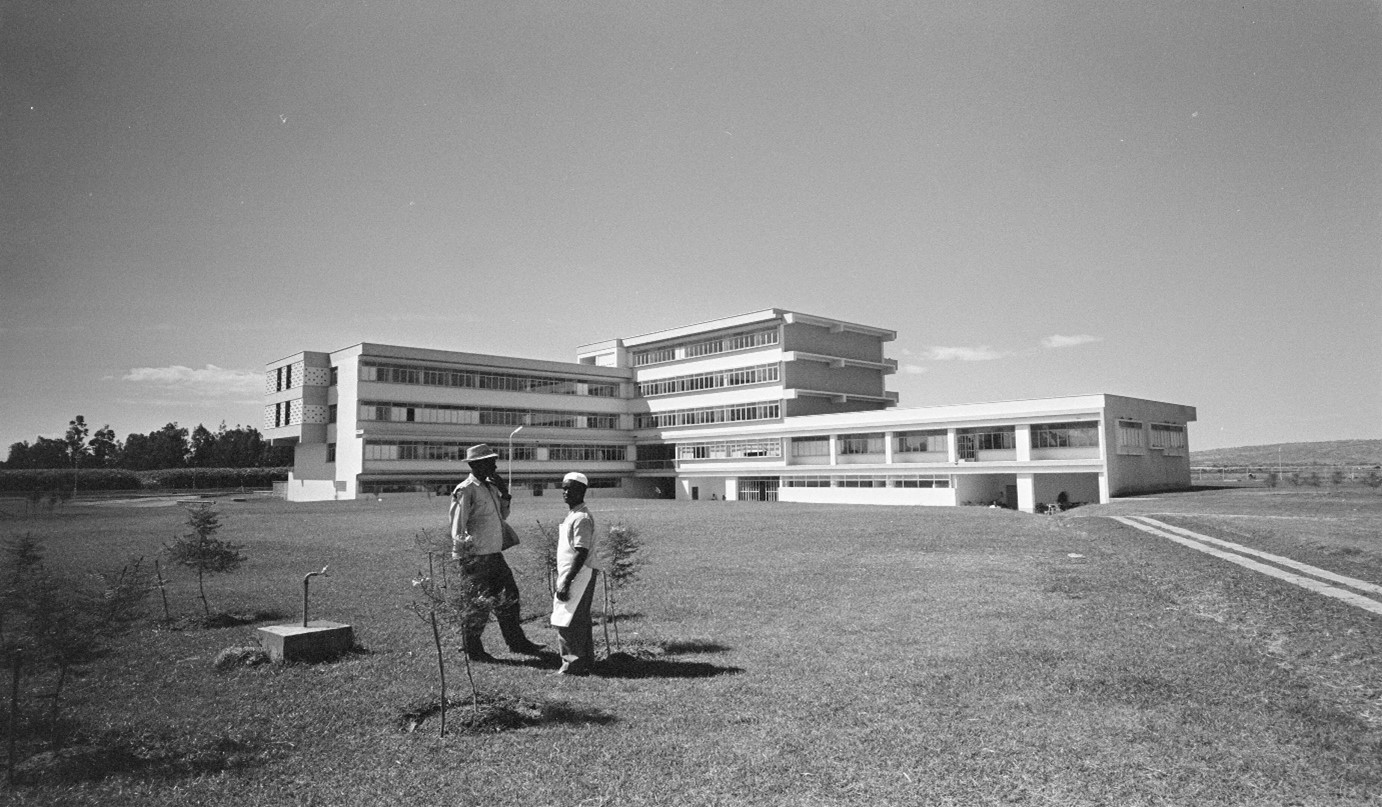
Het HVA-ziekenhuis (1969)